# Birven
Birven is een gehucht van Aubel, een gemeente in de Belgische provincie Luik.
Birven ligt in het zuidoosten van de gemeente Aubel nabij de gemeentegrens met Plombières, Hendrik-Kapelle en Thimister-Clermont. De grens met Thimister-Clermont wordt gevormd door de Berwijn. Deze kleine rivier ontspringt in de buurt van het gehucht en stroomt in noordwestelijke richting naar het Limburgse Moelingen, waar ze uitmondt in de Maas.

## Etymologie
De naam van het gehucht bestaat uit twee elementen: bir en ven. Het element bir zou voortkomen uit het Germaanse birnu dat 'drassig' betekent en de uitgang ven zou verwant zijn aan het Nederlandse woord veen. Het toponiem verwijst zo naar de ondergrond in het brongebied van de Berwijn. Een andere verklaring wordt gezocht bij de Berwijn en beschouwt de naam Birven als een mogelijke afgeleide van deze riviernaam.

## Geschiedenis
Als onderdeel van Aubel maakte het gehucht deel uit van het graafschap Dalhem. De geschiedenis van het gehucht gaat verder terug dan het naburige Kluis. In 1644 vestigden zich twee kluizenaars, Pierre Michel en Denis Detry, in de buurt van het huidige gehucht.

## Natuur en landschap
Birven ligt in het Land van Herve. De hoogte varieert tussen 250 en 335 meter. De kern van het gehucht ligt op de flanken van het dal dat de Berwijn heeft gevormd. Deze rivier ontspringt ongeveer een halve kilometer ten zuiden van Birven.
Het glooiende landschap rond Birven wordt gekenmerkt door  afwisselend open en gesloten hooi- en weilanden.

## Nabijgelegen kernen
Crawhez, Hendrik-Kapelle, Kluis